# دوك+
دوك+ (تنطق: دوك بلس) (بالإنجليزية: Doc+)‏ هي شركة طبية روسية تقدم خدمات في مجال التطبيب عن بُعد، وتطلب زيارة منزلية من قبل طبيب، وتخزين ومعالجة البيانات الطبية الشخصية.

## التاريخ
تم إطلاقه في سبتمبر 2015. وهو يعمل في موسكو وسانت بطرسبرغ.
في يوليو 2016، تلقت الشركة استثمارات بقيمة 5.5 مليون دولار من ياندكس وصندوق بارينج فوستوك [الإنجليزية]  والذي استمر في توسيع قائمة الخدمات والتسويق والوصول إلى مناطق أخرى.
في نوفمبر 2016 دخلت الشركة سوق سان بطرسبرج. في ديسمبر من نفس العام، حصلت الخدمة على جائزة آر بي سي تايلور [الإنجليزية] في فئة "Startup of the Year" لتقديم نموذج مبتكر في مجال الرعاية الصحية.
في 20 أبريل 2017، أطلقت ياندكس مع دوك بلس خدمة الاستشارات الطبية المدفوعة عبر الإنترنت، والمتاحة في تطبيق "Yandex.Health".
في نهاية مايو 2017، أطلق دوك بلس تطبيقًا يسمح لك باستشارة الأطباء عبر الدردشة أو الصوت أو الفيديو، وبعد ذلك، إذا لزم الأمر، اطلب مكالمة منزلية من قبل طبيب أو ممرضة، وإجراء الاختبارات، والحصول على النتائج.
في أوائل شهر يوليو، تلقت الشركة استثمارًا آخر من بارينج فوستوك [الإنجليزية] وياندكس لتطوير البنية التحتية لتكنولوجيا المعلومات.
في أغسطس 2020، أعلنت دكتور رياض القابضة ودوك بلس عن اندماجهما.

## نموذج العمل
يمكن لأطباء الخدمة وضع معالجة وريدية، وإجراء مخطط كهربية القلب، وكتابة وصفة طبية.
يقدم أطباء دوك بلس الاستشارات عبر الدردشة أو الصوت أو الفيديو باستخدام تطبيق متخصص طورته الشركة.
بحلول أبريل 2017، تعاونت الخدمة مع 26 شركة تأمين (بما في ذلك ألفا جروب [الإنجليزية] وأليانز إنغوستراخ [الإنجليزية])، والتي تشمل خدمات دوك بلس في برامج التأمين الصحي الخاصة بهم.
أعلنت دوك بلس عن استعدادها لدخول سوق التطبيب عن بُعد، بعد إقرار قانون تقديم الخدمات الطبية عن بُعد.

## الاستثمارات
بعد إطلاقه في عام 2015، اجتذب دوك بلس استثمارًا بقيمة 35 مليون روبل من مجموعة من المستثمرين من القطاع الخاص.
في يوليو 2016، استثمر ياندكس وبارينج فوستوك [الإنجليزية] (5.5 مليون دولار) في دوك بلس.
في بداية يونيو 2017، تم الإعلان عن جولة جديدة من الاستثمارات بقيمة 5 ملايين دولار بمشاركة مستثمرين سابقين، بارينج فوستوك [الإنجليزية] وياندكس.